# 北見郵便局
北見郵便局（きたみゆうびんきょく）は、北海道北見市にある郵便局である。民営化前の分類では集配普通郵便局であった。

## 概要
住所：〒090-8799 北海道北見市北6条東1丁目1-1

## 沿革
- 1897年（明治30年）4月16日 - 北見国常呂郡生顔常村に相ノ内（あいのない）郵便局（三等郵便局）として開局[1][2]。
- 1897年（明治30年）5月1日 - 相ノ内郵便電信局に改称[1][3]。
- 1898年（明治31年）8月1日 - 為替・貯金取扱を開始[1][4]。
- 1901年（明治34年）11月1日 - 野付牛（のつけうし）郵便電信局に改称[1][5]。
- 1903年（明治36年）4月1日 - 通信官署官制の施行に伴い野付牛郵便局となる[1][6]。
- 1930年（昭和5年）3月16日 - 等級を二等郵便局に改定[7]。
- 1942年（昭和17年）6月10日 - 北見郵便局に改称[8]。
- 1994年（平成6年）8月1日 - 仁頃郵便局（〒090-01→〒090→〒090-0003）から集配業務の一部[9]を移管[10]。
- 1998年（平成10年）9月1日 - 外国通貨の両替および旅行小切手の売買に関する業務取扱を開始。
- 2006年（平成18年）9月19日 - 上常呂郵便局（〒099-1599→〒099-1585）から集配業務を移管[11]。
- 2007年（平成19年）10月1日 - 民営化に伴い、併設された郵便事業北見支店に一部業務を移管。
- 2009年（平成21年）9月24日 - 郵便事業北見支店が統括する相ノ内集配センターの廃止に伴い、同支店が取扱業務を承継。
- 2011年（平成23年）10月11日 - 郵便事業北見支店が統括する若佐集配センターおよび浜佐呂間集配センターの廃止に伴い、同支店が取扱業務を承継。
- 2012年（平成24年）10月1日 - 日本郵便株式会社の発足に伴い、郵便事業北見支店を北見郵便局に統合。

## 取扱内容
- 郵便、印紙、ゆうパック、内容証明
- 貯金、為替、振替、振込、国際送金、外貨両替、国債、投資信託
- 生命保険、バイク自賠責保険、自動車保険
- ゆうちょ銀行ATM
- 郵便番号の上2桁が08の地域から09の地域あての郵便物を配達局ごとに区分する業務（地域区分局）
- 北見市内の一部地域（〒090-xxxx）の集配業務
- ゆうゆう窓口

## 周辺
- 北見市役所
- 北海道北見北斗高等学校
- 北見赤十字病院
- ピアソン記念館
- 国道39号

## アクセス
- JR石北本線 北見駅から徒歩約7分
- 北海道北見バス（市内系統2・5・6・7・8・9系統） 北見郵便局停留所下車すぐ
- 駐車場あり：14台